# David Hempleman-Adams

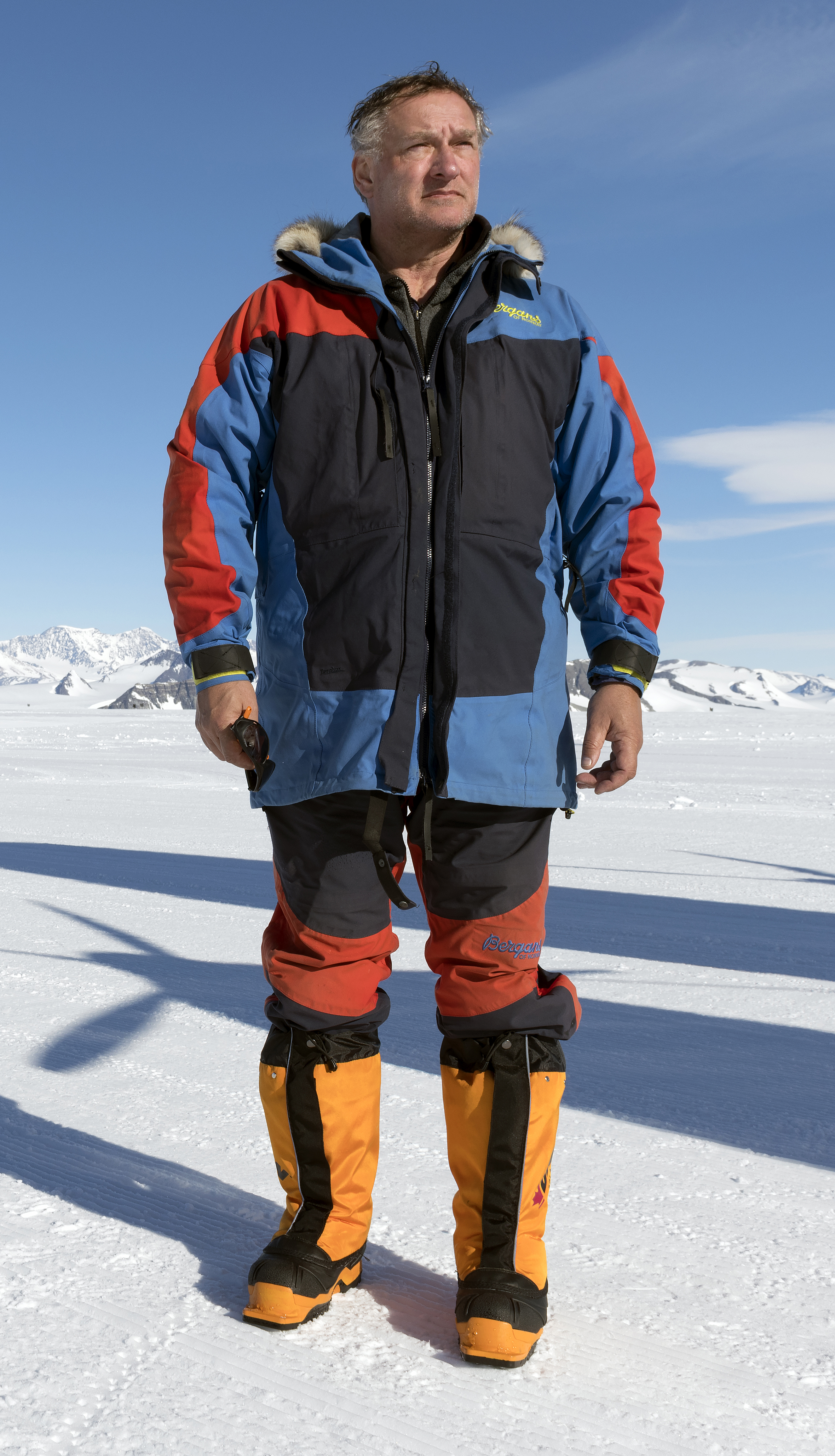
Sir David Hempleman-Adams in der Antarktis (2018)

Sir David Kim Hempleman-Adams, KCVO, OBE, KStJ, FRSGS, DL (* 10. Oktober 1956 in Swindon, Wiltshire) ist ein britischer Unternehmer, Abenteurer und Autor. Internationale Bekanntheit erlangte er 1998 als erster Mensch, der den Explorers Grand Slam abschließen konnte. Er begann seine Laufbahn im Abenteuersport als Bergsteiger, ehe er sich dem Polar-Trekking und später der Luftfahrt zuwandte. Hempleman-Adams nahm an mehr als 30 Polarexpeditionen teil und stellte über 40 von der Fédération Aéronautique Internationale (FAI) anerkannte Weltrekorde, vornehmlich im Ballonfahren, auf. 2017 wurde er für seine Verdienste um den Duke of Edinburgh’s Award von Elisabeth II. zum Ritter geschlagen.

## Biografie

### Kindheit und Jugend
David Hempleman kam 1956 in Moredon, einem Stadtviertel von Swindon in der südwestenglischen Grafschaft Wiltshire, zur Welt. Während sein Vater, der Chemiker Michael David Hempleman (1937–1992), aus beruflichen Gründen viel unterwegs war, wuchs er in einem sogenannten Council house auf und besuchte die Grundschule in Moredon. Als David neun Jahre alt war, ließen sich seine Eltern scheiden und er entschied sich, bei seiner Mutter zu bleiben. Diese zog mit ihrem Sohn nach Stoney Littleton in der Nähe von Bath und heiratete erneut, wodurch er den Namen David Adams annahm. Erst im Alter von 24 Jahren entschied er sich für das Tragen eines Doppelnamens. Dort besuchte er zunächst die Writhlington Comprehensive School.
Damit wurde David, wie er in seiner Autobiografie aus dem Jahr 1997 schrieb, von einem Jungen in einer Eisenbahnerstadt zu einem Landjungen transformiert. Er liebte das Schmutzigwerden und die harte Arbeit an der frischen Landluft und entdeckte alsbald seinen Abenteuergeist. Seine erste Auslandsreise führte ihn 1970 zum Skifahren in die österreichischen Alpen. Im Alter von 13 Jahren kam er in den Brecon Beacons erstmals mit dem Felsklettern in Berührung und seine Begeisterung für den Bergsport war geweckt. Er absolvierte das Internationale Jugendprogramm unter der Schirmherrschaft von Philip, Duke of Edinburgh und gewann im Alter von 18 Jahren den Duke of Edinburgh’s Award in Gold, wofür unter anderem eine Wanderung über 120 km gefordert war.

### Ausbildung und Beruf
Seine A-Levels absolvierte Hempleman-Adams an der City of Bath Technical School und setzte seine Schwerpunkte in den Fächern Geographie, Biologie und Chemie. Nach der Schule studierte er Betriebswirtschaft an der Manchester Metropolitan University und widmete sich in seiner Freizeit ganz dem Bergsteigen. Während eines Austauschprogramms in New York lernte er den ebenfalls aus Swindon stammenden Steve Vincent kennen, der sein erster Expeditionspartner wurde. Danach absolvierte er am Bristol Polytechnic ein Aufbaustudium, das er mit dem Grad MBA abschloss.
Nach seinen ersten größeren Reisen legte Hempleman-Adams eine achtjährige Expeditionspause ein, machte Karriere in der Firma seines Vaters in South Marston und gründete eine Familie. 1992 verstarb Vater Michael und er übernahm die Leitung der Firma Robnorganic Systems Ltd. (zuvor Robnor), die Epoxidharze herstellte. Nach wenigen Jahren als Firmendirektor verkaufte er das Unternehmen für eine kolportierte Summe von 6 Mio. Pfund an einen Chemiekonzern, um sich fortan mehr auf seine Expeditionen konzentrieren zu können. Neben seiner Karriere als Abenteurer ist Hempleman-Adams Non-executive Chairman (Vorsitzender) von Global Resins und Vorsitzender der Hempleman Investment Company, einer Immobiliengesellschaft. Außerdem ist er Aufsichtsratsmitglied einer PLC mit Sitz in Singapur.

## Expeditionen

### Alpinismus
Seine erste größere Expedition führte Hempleman-Adams gemeinsam mit Steve Vincent im August 1980 auf den Mount McKinley. Ein Jahr später bestieg er den Kilimandscharo, hatte die Seven Summits dabei aber noch nicht im Sinn. Auf der Suche nach neuen Herausforderungen begann er mit dem Polar-Trekking. Mit Unterstützung der Firma seines Vaters unternahm er 1983 einen Trip zum Nordpol, für den er insgesamt 40.000 Pfund lukrieren konnte. Der Versuch, den nördlichsten Punkt der Erde erstmals allein und ohne Hilfsmittel zu erreichen, scheiterte jedoch. Mehr als 320 km vor dem Ziel erlitt er bei einem Sturz zwei Rippenbrüche und musste aufgeben. Ein Jahr später erreichte er zwar erstmals den magnetischen Nordpol, ein Unfall verhinderte aber erneut eine Zielankunft am geographischen Nordpol. Gemeinsam mit seinem Team kümmerte sich Hempleman-Adams um einen jungen Kanadier, der im Eis eingebrochen war und dabei seine Ausrüstung verloren hatte.

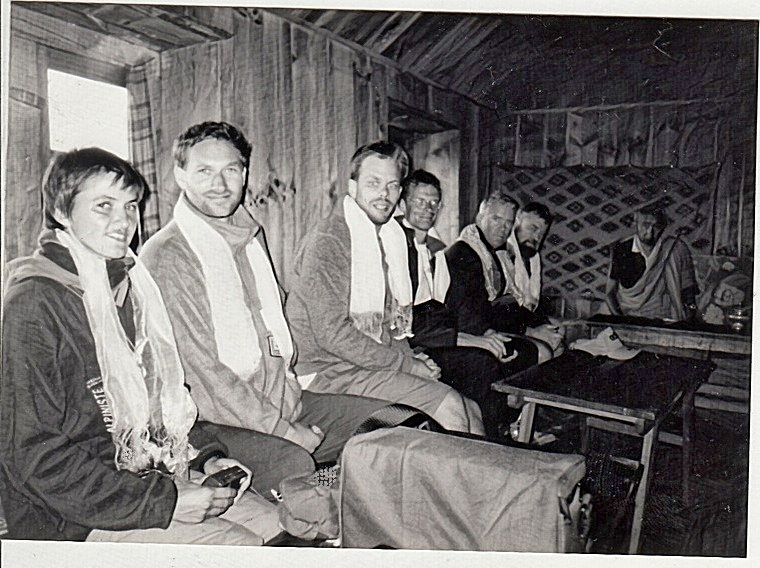
Hempleman-Adams (Zweiter von links) mit der Everest-Expedition 1993

Auf mehreren seiner Expeditionen wurde er von einer lokalen Brauerei aus seiner Heimatstadt Swindon gesponsert. Nach achtjähriger Pause führte Hempleman-Adams 1992 erstmals eine Expedition zum geomagnetischen Nordpol. Sein nächstes größeres Vorhaben, die Besteigung des Mount Everest, verzögerte sich durch die Geburt seiner zweiten Tochter und den plötzlichen Tod seines Vaters. Am 9. Oktober 1993 stand er schließlich zum ersten Mal auf dem höchsten Berg der Erde. Innerhalb eines Jahres bestieg er auch den Elbrus und entwickelte bei einem zufälligen Treffen mit Rebecca Stephens, der ersten britischen Everest-Besteigerin, den Plan, die Seven Summits zu beschließen. Weihnachten 1994 stand er auf dem Gipfel des Mount Vinson und zwei Monate später auf dem Aconcagua. Im April 1995 schloss er den Gipfelreigen nach 15 Jahren mit der Carstensz-Pyramide auf Neuguinea ab und kürte sich damit zum ersten Briten, der die höchsten Erhebungen aller sieben Kontinente besteigen konnte. Für diese Leistung wurde er zum Member des Order of the British Empire (MBE) ernannt.
Im Januar 1996 legte Hempleman-Adams auf Skiern fast 1100 km zum Südpol im Alleingang zurück. Innerhalb eines Monats erreichte er per Boot auch den magnetischen Südpol und im Mai desselben Jahres den magnetischen Nordpol. Im März 1997 brach er gemeinsam mit Rune Gjeldnes und Alan Bywater erstmals seit 13 Jahren wieder zum geographischen Nordpol auf. Die 800 km lange Ski-Expedition endete damit, dass Bywater im Eis einbrach und dabei seinen Schlitten beschädigte. Weil die Expedition ohne Hilfsmittel durchgeführt werden sollte, verzichteten die drei auf Luftunterstützung. In einem Interview mit dem Independent antwortete Hempleman-Adams 1997 auf die Frage, ob er aus einer Familie von „explorers“ stamme, scherzhaft „No, the only ice I saw as a child was in my dad’s gin and tonic.“ Bei seinem vierten Versuch erreichte er am 29. April 1998 zusammen mit Gjeldnes endlich den geographischen Nordpol. Damit wurde er zum ersten Menschen, dem es gelang, den sogenannten Explorers Grand Slam, eine Kombination aus Besteigung der Seven Summits und Erreichen der beiden Pole, zu absolvieren. In der Folge wurde er mit dem Titel Officer of the British Empire (OBE) geehrt.
2003 unternahm der Brite die erste Soloexpedition zum geomagnetischen Nordpol, was ihm zwei Jahrzehnte zuvor bereits einmal missglückt war. Am 22. Mai 2011 führte er eine isländische Expedition auf den Gipfel des Mount Everest, den er somit zum zweiten Mal erreichte. Anders als 1993 stieg er von der tibetischen Nordseite auf. Die Forschungsreise zur menschlichen Physiologie in extremen Umgebungsverhältnissen nahm über 1 Mio. Pfund für wohltätige Zwecke ein. Aufgrund von Erschöpfung und Problemen mit der Sauerstoffversorgung musste er mit einem Sherpa eine Nacht auf 8300 m in der sogenannten Todeszone verbringen.

### Luft- und Seefahrt

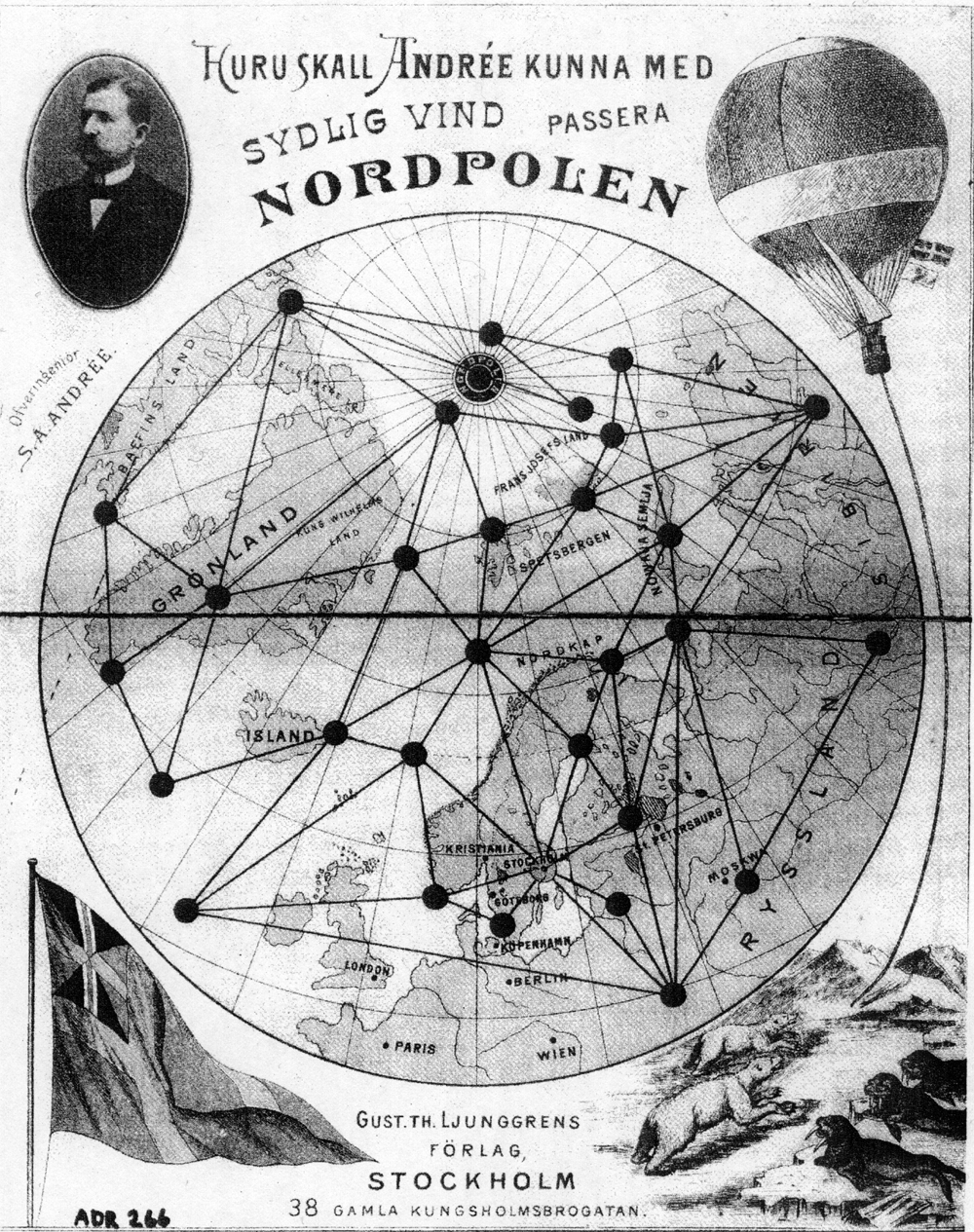
2000 fuhr Hempleman-Adams, inspiriert von Andrée, in einem Ballon zum Nordpol.

Ab den späten 1990er-Jahren machte Hempleman-Adams vermehrt mit außergewöhnlichen Leistungen auf dem Gebiet der Luftfahrt auf sich aufmerksam. Am 11. Dezember 1998 überquerte er als erster Mensch in einem Heißluftballon die Anden. Besondere Anerkennung wurde ihm im Jahr 2000 für die erste Soloballonfahrt zum Nordpol zuteil. Für den Flug über den Atlantik benötigte er 132 Stunden und ließ sich dabei vom schwedischen Polarforscher Salomon August Andrée inspirierten, der bei seinem Versuch 1897 eine fatale Bruchlandung erlitten hatte. Der Brite verarbeitete diese Erfahrung in seinem 2001 erschienenen Buch At the Mercy of the Winds.
In den folgenden Jahren stellte Hempleman-Adams mehr als 40 von der Fédération Aéronautique Internationale (FAI) anerkannte Weltrekorde in verschiedenen Sparten auf. Ende September 2001 versuchte er sich an der ersten Soloballonfahrt über den Mount Everest, die als Konsequenz der Terroranschläge in New York verschärfte chinesische Luftraumüberwachung machte das Vorhaben jedoch zunichte. 2003 überquerte er nach zwei fehlgeschlagenen Versuchen den Atlantischen Ozean zwischen Kanada und Großbritannien erstmals allein in einem Heißluftballon mit offenem Weidenkorb. Ein Jahr später stellte er in der Gegend von Denver, Colorado, einen neuen Höhenweltrekord in einer Rozière auf. In einem Ballon der Klasse AM-05 erreichte er eine Höhe von gut 12.500 m und geriet abermals in Konflikt mit der örtlichen Luftraumüberwachung. 2007 gelang ihm über Alberta auch der Höhenrekord in einem konventionellen Heißluftballon. 2008 gewann er mit seinem Kopiloten Jonathan Mason als erster Brite den prestigeträchtigen Gordon-Bennett-Cup im Ballonfahren. Den 26 Jahre alten Ausdauerweltrekord mit einem Heliumballon überbot er im Jahr 2009 gleich um sechs Stunden. Für die mehr als 14-stündige Fahrt über den – mit bis zu 300 m hohen Sendemasten nicht ungefährlichen – Mittleren Westen der USA bereitete er sich mit strikter Diät vor, um den notwendigen Gewichtsverlust zu erzielen.
Im Juni 2016 brach Hempleman-Adams von Bristol aus zu einer Umsegelung der Arktis auf. Üblicherweise dauert die gefährliche Seereise drei Jahre, da sowohl die Nordost- als auch die Nordwestpassage über lange Zeiträume hinweg von Packeis erfüllt sind. Dem Team gelang es jedoch die 13.500 nm umfassende Strecke gegen den Uhrzeigersinn innerhalb von vier Monaten und einem Tag zurückzulegen. Erstmals war dies dem Norweger Børge Ousland im Jahr 2010 gelungen. Hempleman-Adams zeigte sich erschrocken von den weitgehend eisfreien Passagen und nutzte die Gelegenheit, um auf die globale Erwärmung aufmerksam zu machen.
Über viele Jahre lang war David Hempleman-Adams Trustee des Duke of Edinburgh’s Award. Im Gegenzug stand dessen Mitgründer und Namensgeber Prinz Philip Pate bei einigen seiner Expeditionsreisen. Nach mehreren royalen Auszeichnungen wurde Hempleman-Adams im Zuge der Neujahrsehrungen 2017 von der Queen zum Knight Commander des Royal Victorian Order (KCVO) ernannt und darf seither den Titel Sir tragen. Die zeremonielle Verleihung des Ritterordens führte Prinz William durch.

## Familie
David Hempleman-Adams heiratete die sechs Jahre jüngere Claire, eine Solicitorin, die er während seines Studiums 1980 in einer Bar in Bristol kennengelernt hatte. Aus der Verbindung gingen drei Töchter hervor, die zumindest teilweise in die Fußstapfen ihres Vaters traten und einige Altersrekorde aufstellten.
Seine älteste Tochter Alicia (* 1989) durchquerte im April 2005 als jüngste Person die Baffininsel im Nordosten Kanadas. Im Alleingang legte sie die Strecke von rund 322 km in 10 Tagen zurück und unterbot damit sogar die Bestzeit ihres Vaters, der sie im Ziel erwartete. Bereits 1998 hatte sie im Alter von acht Jahren für einen Rekord gesorgt, als sie ihr Vater zum Nordpol einfliegen ließ und sie so zur jüngsten Person am nördlichsten Ort der Erde wurde.
Seine mittlere Tochter Camilla (* 1992) wurde im April 2008 zur ersten und jüngsten Britin, die den Nordpol auf Skiern erreichen konnte. Die 15-Jährige begleitete dazu ihren Vater und war Teil einer insgesamt 13-köpfigen Expeditionsgruppe.
Amelia (* 1995), seine jüngste Tochter, begleitete Hempleman-Adams im Dezember 2011 auf einer Ski-Expedition zum Südpol auf den Spuren Ernest Shackletons. Nach 156 km auf Skiern wurde sie mit 16 Jahren zur bis dahin jüngsten Person, die den südlichsten Punkt der Erde aus eigener Kraft erreichte. Als größte Herausforderungen nannte das Mädchen „die eisige Kälte, getrocknetes Essen, das Ziehen gefrorener Kacke in einem Schlitten und Papas Schnarchen“.
David Hempleman-Adams lebt mit seiner Frau in Box östlich von Bath.

## Erfolge

### Explorers Grand Slam
- 1980: Mount McKinley
- 1981: Kilimandscharo
- 1993: Mount Everest
- 1994: Elbrus
- 1994: Mount Vinson
- 1995: Aconcagua
- 1995: Carstensz-Pyramide
- 1996: Südpol
- 1998: Nordpol

### Luftfahrt
- 1998: Ballonüberquerung der Anden
- 2000: Ballonfahrt zum Nordpol – erste Soloexpedition
- 2003: Ballonüberquerung des Atlantiks – erste Soloexpedition in einem offenen Weidenkorb
- 2004: Geschwindigkeitsweltrekord im Luftschiff
- 2004: Höhenweltrekord in einer Rozière (12.557 m)
- 2004: Flug von Cape Cod zum Kap der Guten Hoffnung in einer Cessna
- 2004: Höhenweltrekord im Luftschiff
- 2004: Distanzweltrekord im Luftschiff
- 2005: Höchste formelle Dinnerparty in einem Heißluftballon (7395 m)
- 2007: Höhenweltrekord in einem gewöhnlichen Heißluftballon (9900 m)
- 2008: Sieg beim Gordon-Bennett-Cup
- 2009: Ausdauerweltrekord in einem Heliumballon (14 Stunden, 15 Minuten)
- 2011: Sieg beim Ballonrennen der America’s Challenge

### Weitere Expeditionen
- 1984: Magnetischer Nordpol
- 1992: Geomagnetischer Nordpol
- 1996: Magnetischer Südpol
- 2003: Geomagnetischer Nordpol – erste Soloexpedition
- 2011: Mount Everest – Nordseite
- 2016: Umsegelung der Arktis gegen den Uhrzeigersinn

## Auszeichnungen
- 1995: Member of the Order of the British Empire (MBE)
- 1998: Officer of the Order of the British Empire (OBE)
- 1999: Freeman of the Borough of Swindon[2]
- 2000: The Royal Aero Club Gold Medal[22]
- 2004: Explorers Medal[23]
- 2004: Deputy Lieutenant[24]
- 2005: Royal Aero Club Britannia Trophy[25]
- 2007: Lieutenant of the Royal Victorian Order (LVO)[26]
- 2008: Freedom of the City of London[27]
- 2011: Commander of the Order of Saint John (CStJ)[28]
- 2012: Honorary Fellowship of the Royal Scottish Geographical Society (FRSGS)[29]
- 2013: Polar Medal[30]
- 2016: High Sheriff of Wiltshire[31]
- 2016: Knight of the Order of Saint John (KStJ)[32]
- 2017: Knight Commander of the Royal Victorian Order (KCVO)[15]
- 2022: Founder’s Medal der Royal Geographical Society

## Bibliografie
- A Race Against Time. British North Pole Geomagnetic Expedition 1992. The Self Publishing Association 1993, ISBN 1-85421-199-4.
- Toughing It Out. The Adventures of a Polar Explorer and Mountaineer. 2. Auflage. Orion, London 1998, ISBN 0-7528-1740-X.
- mit John Cristopher: Ballooning. From Basics to Record Breaking. The Crowood Press, 2001, ISBN 1-86126-423-2.
- Mit dem Wind zum Nordpol. Ein moderner Abenteurer auf den Spuren einer historischen Tragödie. Frederking & Thaler, München 2002, ISBN 3-89405-228-7 (Originaltitel At the Mercy of the Winds).
- Arktisches Solo. Eine spektakuläre Wanderung zum Nordpol. Goldmann, 2003, ISBN 3-492-40186-4 (Originaltitel Walking on Thin Ice).
- mit Sophie Gordon: The Heart of the Great Alone. Scott, Shackleton and Antarctic Photography. The Royal Collection, London 2011, ISBN 978-1-905686-43-8.
- Alan Cotton. A Painter’s Journey to Everest. David Messum Fine Art, 2012, ISBN 978-1-908486-23-3.
- No Such Thing as Failure. The Extraordinary Life of a Great British Adventurer. Constable, London 2014, ISBN 978-1-4721-1303-0.
- Open Water/Breaking Ice. The Polar Ocean Challenge. A Voyage of Exploration Around the North Pole. Halsgrove 2017, ISBN 978-0-85704-316-0.